# Gamla Halmstads norra station

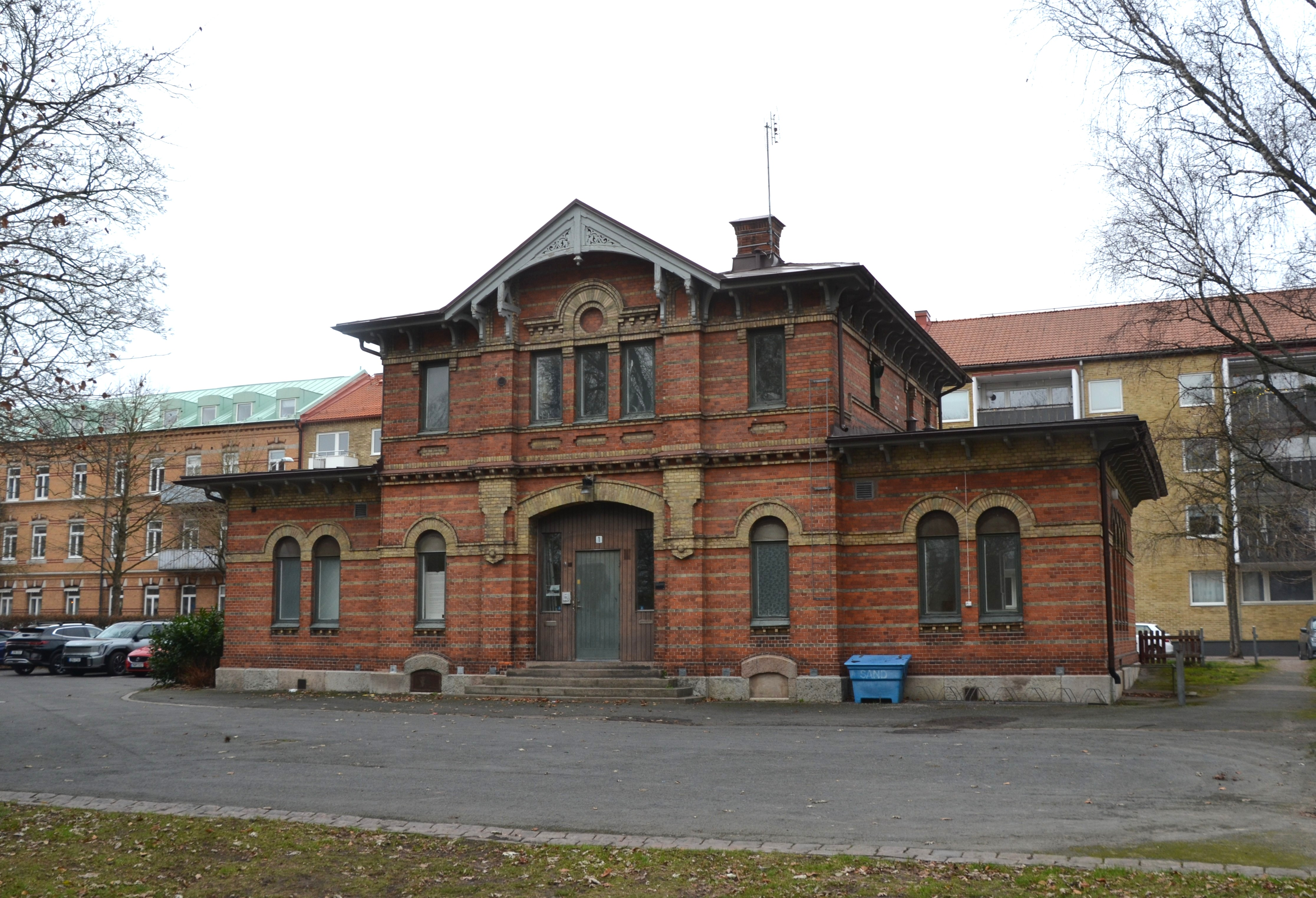
Stationen sedd från entrésidan i Norre katts park

Gamla Halmstads norra station var en station på Mellersta Hallands Järnväg, senare Västkustbanan. Den uppfördes 1885 i norra delen av Norre katts park. Den var närmast en hållplats, som inrättades för att ge kortare avstånd till en järnvägsstation för de halmstadbor, som vistades väster om Nissan, än till Halmstads centralstation, som var ändstation för Mellersta Hallands Järnväg. Stationshuset ritades av Adrian C. Petersson i Göteborg och Byggmästare var I.J Hedström i Halmstad.
År 1935 ersattes stationsbyggnaden av en ny, Halmstads norra station, 600 meter åt sydväst vid Radioplan. Stationshuset såldes till Halmstads kommun. Avsikten var då att riva byggnaderna och införliva marken med den intilliggande parken.  Stationsbyggnaden fick dock stå kvar. Det användes under ett antal år som öppen förskola, men står idag (2024) övergivet.

## Att läsa vidare
- Eric Hägge: Norra stationen i Föreningen Gamla Halmstads årsbok 1976